# فرانک کران (بازیکن فوتبال انگلستان)
فرانک کران (انگلیسی: Frank Curran؛ ۳۱ مه ۱۹۱۷ – ۲۴ سپتامبر ۱۹۹۸) بازیکن فوتبال اهل بریتانیا بود.
از باشگاه‌هایی که در آن بازی کرده‌است می‌توان به باشگاه فوتبال بریستول راورز، باشگاه فوتبال بریستول سیتی، باشگاه فوتبال ترانمره راورز، و باشگاه فوتبال شروزبری تاون اشاره کرد.